# Малинцы
Ма́линцы (укр. Малинці) — село в Клишковецкой сельской общине Днестровского района Черновицкой области Украины.
До 2020 года входило в Хотинский район
Население по переписи 2001 года составляло 2240 человек. Почтовый индекс — 60024. Телефонный код — 3731. Код КОАТУУ — 7325085201.

## Уроженцы
- Эйнех Акерман (1901—1970) — американский еврейский поэт.